# چباف، استان پومرانی غربی
چباف، استان پومرانی غربی (به لاتین: Trzebaw, West Pomeranian Voivodeship) یک سکونتگاه مسکونی در لهستان است که در Gmina Polanów واقع شده‌است.